# Pavvalmeer
Het Pavvalmeer, Zweeds - Fins: Pavvaljaure/järvi, Samisch: Bávvaljávri, is een meer in Zweden. Het meer ligt in  gemeente Kiruna op zo’n 800 meter hoogte aan de zuidkant van het Scandinavisch Hoogland in de noordelijke punt van Zweden. De afwatering vindt plaats via de Pavvalrivier.
afwatering: meer Pavvalmeer → Pavvalrivier → Åggojåkko →  Kummarivier → Könkämä → Muonio → Torne → Botnische Golf